# 엔켐
주식회사 엔켐(영어: Enchem)은 대한민국의 2차 전지 전해액 제조 기업이다.